# 사립 바카레아 고교
《사립 바카레아 고교》(일본어: 私立バカレア高校)는 닛폰 TV에서 2012년 4월 14일부터 6월 30일까지 매주 토요일 24:50 ~ 25:20(JST)에 방송된 텔레비전 드라마이다.
심야대로서는 높은 시청률을 기록해 영화화가 결정되어, 2012년 10월 13일에 《극장판 사립 바카레아 고교》로 개봉.

## 개요
쟈니즈 Jr.와 AKB48 보관됨 2021-04-18 - 웨이백 머신가 그룹 단위로 첫 공동 출연한 연속 드라마. 이 시간대가 연속 드라마 시간대가 되는 것은, 《이케면 신 소바 가게 탐정~괜찮아!~》 이래 2년 반 만이 된다.

## 줄거리
머리는 좋지 않지만 열정적이고 직설적인 불량 학생들의 남학교 “마카다 고교”와 학업 성적이 우수하고 단정한 외모의 여학생들이 다니는 명문 여학교 “제1카틀레야 학원”이 합병되어 남녀공학이 된다. 두 학교가 합병된 2학년 C반을 중심으로 다양한 소동이 일어난다.

## 캐스트

### 마카다 고교
→제2카틀레야 학원
사쿠라기 타츠야 - 모리모토 신타로 (쟈니즈 Jr.)
2학년 C반. 어디까지나 마카다 고교를 사랑하는 열혈 양키 두목. 싸움에 강하다.
아사다 테츠야 - 마츠무라 호쿠토 (쟈니즈 Jr.)
2학년 C반. 타츠야의 친구. 싸움의 스타일은 쿨.
테라카와 마야 - 쿄모토 타이가 (쟈니즈 Jr.)
2학년 C반. 타츠야의 동료. 모친에게는 여자같이 자랐다.
노구치 사토시 - 타나카 쥬리 (쟈니즈 Jr.)
2학년 C반. 경박한 무드 메이커. 신체 능력이 높다.
사토나카 유키 - 루이스 제시 (쟈니즈 Jr.)
2학년 C반. 음악을 매우 좋아함. 냉정한 타입. 2개 국어를 자유자재로 함.
진보 마코토 - 코우치 유고 (쟈니즈 Jr.)
2학년 C반. 노구치와 함께 장소를 북돋우는 무드 메이커.
타츠나미 쇼헤이 - 타카키 유야 (Hey! Say! JUMP/특별 출연)
2학년 C반. 2년 유급해 실은 18세.
미나모토 하루키 - 카미카와 타카야 (우정 출연)
마카다 고등학교 이사장.
후루바 준이치 - 미야타 토시야 (Kis-My-Ft2)
마카다 고등학교 교사.

### 제1카틀레야 학원
→제2카틀레야 학원
신교지 후미에 - 시마자키 하루카 (AKB48)
사야 - 오오바 미나 (AKB48)
사유리 - 미츠무네 카오루 (AKB48)
마나 - 나가오 마리야 (AKB48)
자이젠 레이카 - 코바야시 마리나 (AKB48)
안 - 시마다 하루카 (AKB48)
카오리 - 나카무라 마리코 (AKB48)
사이온지 - 와타나베 다이
제1카틀레야 학원 교사.

### 그 외
사쿠라기 렌 - 우치 히로키 (쟈니즈 Jr.)
타츠야의 형.
카미야마 - 시라미즈 호세이

모모코 - 키타하라 리에 (AKB48)
쇼헤이가 동경하고 있는 전 동급생.

## 스태프
- 원작 - 아키모토 야스시
- 각본 - 야마우라 마사히로, 마츠다 유코
- 제작 프로덕션 - AX-ON
- 제작 협력 - FAB

## 방송 일자
| 각 화            | 방송일          | 부제            | 시청률 |
| ---------------- | --------------- | --------------- | ------ |
| 제1화            | 2012년 4월 14일 | 프롤로그        | 3.3%   |
| 제2화            | 2012년 4월 21일 | 합병            | 3.8%   |
| 제3화            | 2012년 4월 28일 | 총선거          | 2.1%   |
| 제4화            | 2012년 5월 5일  | 카틀레야의 규칙 | 3.9%   |
| 제5화            | 2012년 5월 12일 | 지금 있는 장소  | 3.0%   |
| 제6화            | 2012년 5월 19일 | 배팅센터        | 3.0%   |
| 제7화            | 2012년 5월 26일 | 첫사랑          | 2.3%   |
| 제8화            | 2012년 6월 2일  | 패밀리 레스토랑 | 3.0%   |
| 제9화            | 2012년 6월 9일  | 배신            | 2.8%   |
| 제10화           | 2012년 6월 16일 | FGSP            |        |
| 제11화           | 2012년 6월 23일 | 폐교            |        |
| 제12화           | 2012년 6월 30일 | 바카레아 고교   |        |
| 평균 시청률 2.8% |                 |                 |        |

- 첫회는 30분 지연 (25:20 ~ 25:50).

## 영화
《극장판 사립 바카레아 고교》는 쟈니즈 Jr.와 AKB48가 공동 출연하는 일본 영화이다. 배급은 쇼게이트. 텔레비전 드라마판 《사립 바카레어 고교》가 심야대로서는 높은 시청률을 기록해 영화화가 결정되었다.
전국 73스크린으로 개봉되어 2012년 10월 13일, 14일의 첫날 2일간 6,472만 4,500엔, 동원 5만 2,657명이 되어 영화 관객 동원 랭킹(흥행 통신사 조사)에서 첫 등장 제9위가 되었다.

### 극장판 캐스트
텔레비전 드라마판과 같은 등장 인물의 상세한 점에 대해서는 텔레비전 드라마판 캐스트를 참조. ○은 극장판부터 등장한 캐스트.

#### 제2카틀레야 학원

##### 원·마카다 고교
- 사쿠라기 타츠야 - 모리모토 신타로
- 아사다 테츠야 - 마츠무라 호쿠토
- 사토나카 유키 - 루이스 제시
- 테라카와 마야 - 쿄모토 타이가
- 노구치 사토시 - 다나카 쥬리
- 진보 마코토 - 코우치 유고
- 타츠나미 쇼헤이 - 타카키 유야 (Hey! Say! JUMP)

##### 원·제1카틀레야 학원
- 신교지 후미에 - 시마자키 하루카 (AKB48)
- 사야 - 오오바 미나 (AKB48)
- 사유리 - 미츠무네 카오루 (AKB48)
- 마나 - 나가오 마리야 (AKB48)
- 자이젠 레이카 - 코바야시 마리나 (AKB48)
- 안 - 시마다 하루카 (AKB48)
- 카오리 - 나카무라 마리코 (AKB48)

#### 제1카틀레야 학원
- ○ 유카 - 카토 레나 (AKB48)
- ○ 노조미 - 타케우치 미유 (유튜버)
- ○ 하루카 - 카와에이 리나 (배우)
- ○ 니카이도 미유 - 다카하시 쥬리 (로켓펀치)
- ○ 타치바나 나나미 - 이치카와 미오리 (NMB48)

#### 키쿠나가 고교
- ○ 마지마 카이토 -이와모토 히카루 (Snow Man)
- ○ 시오미 - 아베 료헤이 (Snow Man)
- ○ 이가라시 - 후카자와 타츠야 (Snow Man)
- ○ 다이키 - 와타나베 쇼타 (Snow Man)
- ○ 후타 - 사쿠마 다이스케 (Snow Man)
- ○ 칸자키 - 미야다테 료타 (Snow Man)
- ○ 키쿠나가 고교 학생 - 오노 유키, 야마오카 타츠히로

#### 그 외
- 카미야마 - 시라미즈 호세이
- 후루바 준이치 - 미야타 토시야 (Kis-My-Ft2)
- 사쿠라기 렌 - 우치 히로키 (쟈니즈 Jr.)
- ○ 마지마 켄지 - 타마모리 유타 (Kis-My-Ft2)
  - 카이토의 형.
- ○ 미즈하라 마리나 - 코지마 하루나 (AKB48)
  - 양호 교사.

## 음악
- 드라마판·극장판 공통

오프닝 테마
- Kis-My-Ft2 〈Shake It Up〉 (avex trax)

엔딩 테마
- 마에다 아츠코 〈오른쪽 어깨〉 (You, Be Cool!/킹 레코드)

## 관련 상품
드라마판
- DVD·Blu-rayBOX (2012년 8월 22일 발매, vap)

극장판
- 극장판 사립 바카레아 고교 (2012년 1월 19일 발매, 코단샤 코믹스 별책 프렌드)